# Armida abbandonata (Jommelli)
Armida abbandonata (deutsch: „Die verlassene Armida“) ist eine Opera seria (Originalbezeichnung: „dramma per musica“) in drei Akten von Niccolò Jommelli (Musik) mit einem Libretto von Francesco Saverio De Rogati nach dem 16. und 18. Gesang von Torquato Tassos Epos Das befreite Jerusalem. Die Uraufführung fand am 30. Mai 1770 im Teatro San Carlo in Neapel statt.

## Handlung
Die Handlung spielt zur Zeit des Ersten Kreuzzugs um 1100.
Der Kreuzritter Rambaldo hat sich in Armida, die Prinzessin von Damaskus verliebt und die Seiten gewechselt. Der Ritter Tancredi spürt ihn in deren Zauberschloss auf, wird jedoch gefangen genommen. Eine andere Prinzessin, Erminia von Antiochien, liebt Tancredi. Sie ist ihm gefolgt und versucht, ihn zu retten. Armida selbst liebt nur den Kreuzritter Rinaldo, den sie mit Hilfe ihrer Magie in sich verliebt gemacht hat. Die beiden Ritter Dano und Ubaldo befinden sich mit magischen Hilfsmitteln ausgestattet auf der Suche nach ihm. Da Tancredi es ablehnt, den Kreuzrittern abzuschwören, lässt Armida ihn von magischen Ungeheuern angreifen. Dano und Ubaldo treffen gerade rechtzeitig ein, um ihn zu retten. Tancredi gelingt es, Rinaldo davon zu überzeugen, dass er Armida verlassen muss. Sie kann ihn jedoch kurz darauf wieder umstimmen.
Erminia überredet Armida, Tancredi freizulassen, sofern er seine Komplizen nennt. Armida sorgt sich wegen der feindlichen Mächte, die in ihr Schloss eingedrungen sind. Mit Hilfe eines Zauberschilds können Dano und Ubaldo Rinaldo erneut zur Vernunft bringen. Ubaldo befreit Tancredi, der seine Kameraden nicht verraten wollte. Erminia schließt sich ihnen an. Nach der erfolgreichen Flucht der Ritter schwört Armida Rache, vernichtet ihr Zauberreich und fliegt mit Rambaldo in einem von geflügelten Drachen gezogenen Wagen davon.
Kurz bevor die Flüchtigen das Lager erreichen, erfahren sie, dass ein verzauberter Wald den Fortgang des Kreuzzugs behindert. Einer Prophezeiung zufolge kann nur Rinaldo das Problem lösen. Tancredi informiert ihn über die Geheimnisse des Waldes. Dort trifft Rinaldo auf verführerische Nymphen. Er dringt bis zu einer Lichtung mit einer verzauberten Myrte vor – das Symbol für Armidas Macht. Diese selbst versucht ihn aufzuhalten und beschwört Ungeheuer herbei. Dennoch kann Rinaldo die Myrte fällen. Der Spuk vergeht augenblicklich. Unterdessen ist Ramboldo reumütig zu den Gefährten zurückgekehrt und hat ihre Vergebung erhalten. Alle begeben sich zurück ins Kreuzfahrerlager.

### Erster Akt
Das Innere von Armidas Burg mit einer Zugbrücke
Szene 1. Tancredi versucht, den abtrünnigen Rambalo im Kampf zu überwältigen. Erminia erscheint in der Rüstung der von Tancredi verehrten Kämpferin Clorinda und drängt die Streitenden auseinander. Rambaldo läuft fort. Im selben Augenblick verdunkelt sich der Himmel, und die Brücke wird hochgezogen. Tancredi glaubt, er habe versagt.
Szene 2. Rambaldo hat die Finsternis genutzt, um Verstärkung zu holen. Ihnen gelingt es nach einem weiteren kurzen Kampf, Tancredi zu überwältigen. Erminia überredet Tancredi, ihr sein Schwert auszuhändigen. Er besteht darauf, dass er nicht aus Feigheit aufgebe, sondern allein ihr (der vermeintlichen Clorinda) zuliebe seinen Zorn zurückhalte (Arie Tancredi: „Non è viltà“).
Szene 3. Erminia erzählt Rambaldo ihre Lebensgeschichte: Sie war einst nach einer verlorenen Schlacht in die Hände des Franken Boemondo (Bohemund von Tarent) gefallen. Bei dieser Gelegenheit lernte sie Tancredi kennen und verliebte sich in ihn. Seit sie voneinander getrennt wurden, befindet sie sich als Clorinda verkleidet auf der Suche nach, bis sie schließlich Armidas Burg erreichte. Rambaldo verspricht ihr Sicherheit. Als sie ihn aber um die Freiheit Tancredis bittet, meint er, darüber müsse Armida entscheiden. Erminia warnt ihn, dass dies schnell geschehen müsse – sonst bestünde die Gefahr, dass sich Armida in Tancredi verliebe. Rambaldo macht sich auf den Weg.
Szene 4. Erminia, die ihr Land, ihr Königreich, ihren Vater und ihren Geliebten verloren hat, klagt den Himmel und die Götter an, sie im Stich gelassen zu haben (Arie Erminia: „Da quel primiero istante“).
Lieblicher Garten im Innern von Armidas Palasts mit Brunnen und Statuen von Genien und Nymphen zwischen Blumen; im Hintergrund ein Teil des Palasts
Szene 5. Die Ritter Dano und Ubaldo sind im Auftrag Goffredos auf der Suche nach dem Ritter Rinaldo. Sie verbergen sich, als sie eine Gruppe Nymphen bemerken.
Szene 6. Die verführerisch gekleideten Nymphen bemühen sich um den traurig dreinblickenden Rinaldo. Er fühlt sich jedoch von ihnen belästigt und versucht vergeblich, sie fortzuschicken (Chaconne Rinaldo: „Ma lasciatemi alfin“). Rinaldo ist eifersüchtig auf den scheinbar jetzt von Armida bevorzugten Rambaldo. Armida versichert ihm, dass sie nur ihn liebe. Rambaldo sei lediglich als Verbündeter nützlich für sie. Rinaldo glaubt ihr nicht und droht damit, sie zu verlassen (Arie Rinaldo: „Resta, ingrata; io parto“).
Szene 7. Nachdem Rinaldo fort ist, erscheint Rambaldo mit der Nachricht, dass er Tancredi gefangen genommen habe. Armida schickt ausgerechnet ihn Rinaldo hinterher, um ihn von ihrer unverbrüchlichen Liebe zu überzeugen. Jetzt fühlt sich Rambaldo betrogen, aber trotz seiner tiefen Enttäuschung kann er ihr keinen Wunsch abschlagen (Arie Rambaldo: „Non ti sdegnar“).
Szene 8. Der gefangene Tancredi sieht dem Tod gelassen entgegen. Armida versichert ihm aber, dass er nichts zu befürchten habe. Er könne entweder bleiben und das Leben genießen oder einen Eid gegen Goffredo schwören und ungehindert gehen. Als Tancredi einen derartigen Verrat entschieden ablehnt, schwört Armida Rache und ruft ihre Ungeheuer herbei, bevor sie sich zurückzieht (Arie Armida: „Se la pietà“).
Szene 9. Tancredi beginnt den Kampf gegen die Ungeheuer. Glücklicherweise erscheinen in diesem Moment seine Freunde Ubaldo und Dano. Letzterer hat von einem alten Mann einen magischen Bogen erhalten, mit dessen Hilfe er die Monster leicht bannen kann. Die beiden informieren Tancredi über ihre Mission, Rinaldo aus den Fängen Armidas zu befreien. Tancredi will sich ihnen anschließen. Dano und Ubaldo machen sich daran, die Magie des Ortes zu zerstören (Arie Dano: „Odo che un zefiro“).
Szene 10. Rinaldo hält Tancredi zunächst für einen weiteren Rivalen um die Gunst Armidas, bevor er ihn erkennt. Tancredi ist entsetzt über Rinaldos verweichlichtes Äußeres. Es gelingt ihm aber bald, ihn davon zu überzeugen, Armida zu verlassen. Rinaldo muss nur noch kurze Zeit warten, bis die Freunde den Zauber des Palasts gebrochen haben.
Szene 11. Da er Armidas Macht über sein Herz kennt, hofft Rinaldo, dass er sie vor dem Aufbruch nicht mehr wiedersehen wird (Accompagnato: „Sensi d’onor, di gloria“). Doch sie findet ihn und weckt seine Liebe erneut (Accompagnato: „Addio – M’ascolta“). Er entsagt den „falschen Gesetzen der Ehre“ und schwört ihr seine Liebe (Duett Rinaldo, Armida: „Ah! tornate“).

### Zweiter Akt
Garten im Palast
Szene 1. Erminia wirft Rambaldo Versagen vor, denn Tancredi sei noch immer nicht frei. Rambaldo erklärt ihr die Lage und rät ihr, Armida persönlich anzusprechen.
Szene 2. Erminia fleht Armida um Gnade für Tancredi an. Obwohl diese ihm noch zürnt, lässt sie sich schließlich von Erminias Tränen erweichen. Sie gibt ihm ihr Siegel, das sie den Wachen vorzeigen soll. Allerdings muss Tancredi seine Komplizen nennen. Erminia eilt glücklich fort (Arie Erminia: „Cercar fra i perigli“).
Szene 3. Armida ist besorgt über die unbekannten Kräfte, die ihre Macht bedrohen. Rinaldo kann sie mit seinen Liebesschwüren vorübergehend beruhigen (Arie Rinaldo: „Caro mio ben“).
Szene 4. Kaum ist Rinaldo fort, regen sich Armidas Sorgen wieder. Zudem berichtet Rambaldo von feindlichen Kämpfern, die in den Palast eingedrungen seien. Er habe sie in einen Kampf verwickelt, doch seien sie plötzlich „wie Nebel im Wind“ verschwunden. Armida trägt Rambaldo auf, Rinaldo an einen sichereren Ort zu bringen. Rambaldo leidet unter seinen unerwiderten Gefühlen für Armida (Arie Rambaldo: „Troppo da me pretendi“).
Szene 5. Armida ist zutiefst beunruhigt (Accompagnato und Arie Armida: „Misera me!“ – „Ah! ti sento“).
Szene 6. Mit eindringlichen Hinweisen auf seine Pflicht und Goffredos Vergebung versuchen Dano und Ubaldo vergeblich, Rinaldo zum Aufbruch zu überreden. Erst als sie ihm ihren Zauberschild vorhalten, vergeht Armidas Zauber. Dano und Ubaldo machen sich auf den Weg zum nahegelegenen See, wo ein Boot auf sie wartet. Ubaldo begibt sich zum Kerker, um Tancredi zu befreien (Arie Ubaldo: „L’arte e l’ingegno“).
Unterirdischer Kerker in Armidas Burg
Szene 7. Der in Ketten gehaltene Tancredi fürchtet, von seinen Gefährten im Stich gelassen worden zu sein. Da erscheint Erminia, erklärt ihm ihre Flucht in der Rüstung Clorindas und informiert ihn über das Gnadenversprechen Armidas. Tancredi ist jedoch nicht bereit, seine Freunde zu verraten. Er erkennt zwar Erminias Bemühungen an, kann ihre Liebe aber nicht erwidern, da er sich an Clorinda gebunden fühlt.
Szene 8. Ubaldo befreit Tancredi aus dem Kerker. Sie begeben sich gemeinsam mit Erminia zum Seeufer (Arie Tancredi: „Fral’orror di notte oscura“).
Platz im prächtigen Palast Armidas, mit Laubengängen und Säulen, umgeben vom See, auf dem ein Boot für Rinaldos Abfahrt bereitsteht
Szene 9. Rinaldo und Dano warten besorgt auf die Ankunft Tancredis und Ubaldos.
Szene 10. Armida unternimmt einen letzten Versuch, Rinaldo von der Abreise abzuhalten. Er erklärt ihr seine Beweggründe. Trotz wieder ausbrechender Liebesgefühle gelingt es ihm diesmal, ihr zu widerstehen. Armida muss ihn ziehen lassen, schwört aber, dass ihm ihr Geist stets folgen werde, bis er in der Schlacht fallen werde. Noch im Moment seines Todes werde er vergeblich nach ihr rufen (Accompagnato Armida: „Io già ti lascio“). Rinaldo macht sich bereit, dem bereits aufbrechenden Dano zu folgen (Cavatine Rinaldo: „Guarda chi lascio“).
Szene 11. Endlich kommen auch Tancredi, Ubaldo und Erminia zum Boot. Rinaldo zögert nur kurz beim Anblick der verzweifelt auf einem Felsen niedergesunkenen Armida.
Szene 12. Nach der Abfahrt der Ritter findet Rambaldo die niedergeschlagene Armida. Er hofft, dass sie sich nun ihm zuwenden werde. Sie ruft die Furien der Hölle zur Rache gegen Rinaldo herbei (Accompagnato und Arie Armida: „Misera Armida“ – „Odio, furor, dispetto“ – „Ecco, Aletto e Megera“). Der Himmel verdunkelt sich, und ein Erdbeben vernichtet ihren Palast. Ein von geflügelten Drachen gezogener Wagen erhebt sich aus dem Boden. Armida und Rambaldo steigen ein.

### Dritter Akt
Seeufer am Rand eines dichten Walds; auf der anderen Seite Rauch, wo zuvor Armidas majestätischer Palast stand
Szene 1. Die fünf Flüchtigen treffen auf eine Gruppe von Goffredos Kämpfern, die Rinaldo ein Schreiben des Heerführers überreichen. Darin versichert er ihm seine Vergebung und erklärt, dass einer Prophezeiung zufolge nur Rinaldo die Macht habe, den Wald niederzuwerfen, der den Kreuzzug behindert. Rinaldo erklärt sich bereit, diese Aufgabe zu übernehmen. Ubaldo geht zum Lager, um Goffredo darüber zu informieren.
Szene 2. Tancredi teilt Rinaldo mit, dass er zuvor bereits vergeblich versucht habe, den Wald zu durchdringen. Er werde von einer Feuerwand und hunderten bewaffneter Männer geschützt. Rinaldo könne ihn nur dann bezwingen, wenn er diese und weitere Schreckensbilder ignoriere. Außerdem gebe es darin einen Baum des Lebens, aus dem Blut fließe, wenn er verletzt werde. Tancredi führt Rinaldo zum Wald (Arie Tancredi: „Vieni ove onor ti chiama“).
Szene 3. Während Dano und Erminia auf die Rückkehr der beiden warten, kommt Rambaldo aus dem Wald. Er bittet um Vergebung für seine Handlungen, die er zutiefst bereut.
Szene 4. Tancredi kehrt zurück und spricht Rambaldo seine Vergebung aus. Alle gehen zu einem Hügel, um den weiteren Fortgang von Rinaldos Abenteuer zu beobachten. Rambaldo ist bereit, seinen Verrat mit seinem Blut zu büßen (Arie Rambaldo: „L’onor tradito“).
Lieblicher Wald mit einem See; die berühmte Myrte in der Mitte einer Lichtung, zu der eine goldene Brücke über einen Fluss führt
Szene 5. Rinaldo hat die Mitte des Waldes erreicht, ohne auf die Feuerwand oder irgendwelche Ungeheuer zu treffen (Accompagnato: „Questa è la selva?“). Er überquert die Brücke, die unmittelbar darauf in den Fluss stürzt. Die liebliche Gegend und die singenden Vögel bezaubern sein Herz für einen Moment (Arie und Accompagnato Rinaldo: „Giusto cielo“ – „Ma che più tardo?“). Nymphen versuchen, ihn zur Rückkehr zu seiner Geliebten zu überreden (Chor: „Torna pure al caro bene“ – „Questo cielo“). Rinaldo ignoriert sie. Er greift zu seinem Schwert, um die Myrte zu fällen.
Szene 6. Die Myrte öffnet sich. Darin zeigt sich Armida, die Rinaldo aufzuhalten versucht (Arie Armida: „Ah! non ferir!“). Rinaldo lässt sich nicht beeinflussen. Armida verschwindet wieder. An ihrer Stelle erscheinen Ungeheuer und greifen Rinaldo an (Chor: „Sconsigliato!“). Zudem verfinstert sich der Himmel, und Blitze leuchten auf. Trotzdem gelingt es Rinaldo, die Myrte zu schlagen. Sofort vergehen die Erscheinungen, und der Wald zeigt sich in seiner normalen Gestalt.
Szene 7. Rambaldo fleht Rinaldo um Vergebung an („Ah! perdona il mio trasporto“), die dieser ihm gewährt. Rinaldo und Tancredi versprechen Erminia, sie dabei zu unterstützen, ihren Thron zurückzuerhalten. Alle begeben sich zurück zum Kreuzfahrerlager.

## Gestaltung
Der Stoff der verlassenen Armida wurde in vielen Opern verarbeitet. Die Librettisten nutzten dabei häufig ältere Texte als Basis, die sie mehr oder weniger stark überarbeiteten. In diesem Fall handelt es sich jedoch um einen autonomen Text De Rogatis, der nur eventuell auf eine eigene Sprechtheater-Fassung zurückzuführen ist. Frühere Armida-Opern endeten üblicherweise mit der Zerstörung von Armidas Palast. De Rogati dagegen ergänzte erstmals die Zauberwald-Szenen und erhielt auf diese Weise die Möglichkeit zu weiteren effektvollen Tableaus. Spätere Armida-Opern orientierten sich an dieser Neuerung. Einen Höhepunkt der Entwicklung bildet Haydns Armida von 1783.
Eine solche Vielfalt an Theatereffekten war damals in Neapel noch nicht üblich. Jommelli kannte sie von seiner Arbeit für das Theater in Ludwigsburg, wo der französische Stil mit Balletten und Chören gepflegt wurde. Außerdem gibt es verschiedenartige Mischformen aus Rezitativen, Accompagnati, Cavatinen und Arien. Die Zauberwald-Szenen (III.5 und 6) enthalten gleich zwei unterschiedliche Chöre: die verführerischen Stimmen der Nymphen mit Flöten- und Streicherbegleitung und die von tiefen Männerstimmen gesungenen Dämonen mit Oboen, Hörnern und Streichern.
Eine Besonderheit des Librettos ist, dass die dramatische Entwicklung nicht wie in den Texten Pietro Metastasios aus Intrigen, sondern aus den inneren Konflikten der Protagonisten resultiert. Die Macht der zunächst weit überlegenen Armida verfällt nach und nach. Dass Tancredi die von ihr herbeigerufenen Ungeheuer besiegt und feindliche Ritter in ihr Reich eindringen, führt bei ihr schon im ersten Akt zu einer Verunsicherung, die sich durch die weiteren Ereignisse immer mehr verstärkt, bis Rinaldo mit dem Fällen der Myrte ihre Macht endgültig bricht. Die Musik Jommellis folgt dieser dramatischen Entwicklung genauestens und ist darin im Vergleich mit anderen zeitgenössischen Opern einzigartig. Der Komponist beschränkte sich dabei nicht auf formale Elemente, sondern deutete den Text auch auf malerische Weise motivisch und harmonisch aus.

### Orchester
Die Orchesterbesetzung der Oper enthält die folgenden Instrumente:
- Holzbläser: zwei Flöten, zwei Oboen
- Blechbläser: zwei Hörner, Trompete
- Streicher
- Basso continuo

### Musiknummern
Die Oper enthält die folgenden Musiknummern:
- Sinfonia

Erster Akt
- Arie (Tancredi): „Non è viltà“ (Szene 2)
- Arie (Erminia): „Da quel primiero istante“ (Szene 4)
- Chaconne (Rinaldo): „Ma lasciatemi alfin“ (Szene 6)
- Arie (Rinaldo): „Resta, ingrata; io parto“ (Szene 6)
- Arie (Rambaldo): „Non ti sdegnar“ (Szene 7)
- Arie (Armida): „Se la pietà“ (Szene 8)
- Arie (Dano): „Odo che un zefiro“ (Szene 9)
- Accompagnato: „Sensi d’onor, di gloria“ (Szene 11)
- Accompagnato: „Addio – M’ascolta“
- Duett (Rinaldo, Armida): „Ah! tornate“

Zweiter Akt
- Arie (Erminia): „Cercar fra i perigli“ (Szene 2)
- Arie (Rinaldo): „Caro mio ben“ (Szene 3)
- Arie (Rambaldo): „Troppo da me pretendi“ (Szene 4)
- Accompagnato: „Misera me!“ (Szene 5)
- Arie (Armida): „Ah! ti sento“ (Szene 5)
- Arie (Ubaldo): „L’arte e l’ingegno“ (Szene 6)
- Arie (Tancredi):„Fral’orror di notte oscura“ (Szene 8)
- Accompagnato: „Io già ti lascio“ (Szene 10)
- Cavatine (Rinaldo): „Guarda chi lascio“ (Szene 10)
- Accompagnato: „Misera Armida“ (Szene 12)
- Arie (Armida): „Odio, furor, dispetto“ (Szene 12)
- Accompagnato: „Ecco, Aletto e Megera“ (Szene 12)

Dritter Akt
- Arie (Tancredi): „Vieni ove onor ti chiama“ (Szene 2)
- Arie (Rambaldo): „L’onor tradito“ (Szene 4)
- Accompagnato: „Questa è la selva?“ (Szene 5)
- Arie (Rinaldo): „Giusto cielo“ (Szene 5)
- Accompagnato: „Ma che più tardo?“ (Szene 5)
- Chor: „Torna pure al caro bene“ (Szene 5)
- Chor: „Questo cielo“ (Szene 5)
- Arie (Armida): „Ah! non ferir!“ (Szene 6)
- Accompagnato: „Si adopri alfine“ (Szene 6)
- Chor: „Sconsigliato!“ (Szene 6)
- Accompagnato: „Ecco cade la pianta“ (Szene 6)
- „Ah! perdona il mio trasporto“ (Szene 7)

## Werkgeschichte
Niccolò Jommellis schrieb seine Oper Armida abbandonata nach seiner Rückkehr aus Stuttgart im Jahr 1769, wo er viele Jahre als Hofkapellmeister gewirkt hatte. Obwohl er offiziell für den portugiesischen Hof arbeitete, für den er jedes Jahr zwei Opern komponieren sollte, lebte er nun in Neapel. Für Italien erstellte er bis zu seinem Tod 1774 noch sechs weitere Opern, von denen die Armida die erste ist. Anlass für die Komposition war der Namenstag des Königs Ferdinand IV. Jommelli übernahm den Auftrag anstelle des krankheitsbedingt verhinderten Antonio Sacchini.
Das Libretto der Oper stammt von Francesco Saverio De Rogati. Der Inhalt basiert auf dem 16. und 18. Gesang von Torquato Tassos Epos Das befreite Jerusalem.
Bei der Uraufführung am 30. Mai 1770 im Teatro San Carlo in Neapel stand eine erstklassige Besetzung zur Verfügung. Es sangen Anna Lucia De Amicis (Armida), Giuseppe Aprile (Rinaldo), Apollonia Marchetti (Erminia), Arcangelo Cortoni (Tancredi), Pietro Santi (Rambaldo), Gerlando Speciali (Dano) und Tommaso Galeazzi (Ubaldo). Am selben Abend wurden die beiden Ballette La forza d’Amore und La vedova di spirito des Choreografen Onorato Viganò gegeben. Aprile und Cortoni waren Jommelli aus Stuttgart nach Neapel gefolgt. Trotz der allseits gerühmten Sänger kam Jommellis aktueller Stil mit seiner Chromatik, den komplexen rhythmischen Strukturen und der dichten Instrumentierung beim neapolitanischen Publikum nicht gut an. Die Wirkung der dramatisch sorgfältig ausgearbeiteten Rezitative ging im hohen Geräuschpegel des Theaters verloren. Der 14 Jahre alte Wolfgang Amadeus Mozart besuchte 1770 eine der Proben. Am 29. Mai schrieb er, dass die Oper gut komponiert sei und ihm gefalle. In einem Brief vom 5. Juni 1770 an seine Schwester Maria Anna bemerkte er jedoch, dass die Musik „schön, aber viel zu gescheid“ und „zu altvätterisch fürs theatro“ sei. Der neapolitanische Hofpoet Saverio Mattei fragte sich dagegen in seinem Elogio del Jommeli o sia Il progresso della poesia, e musica teatrale (Colle 1785), welche Oper jemals so viel Erfolg hatte wie diese, da der Applaus nicht nur einzelnen Nummern, sondern dem gesamten Werk gegolten habe.
In den Jahren 1771 und 1780 (Grove Music Online zufolge auch 1788) wurde das Werk erneut in Neapel gespielt. Außerdem gab es Aufführungen in Lissabon (1773) und Florenz (1774).
Der Verbleib das Autographs ist unbekannt. Es sind aber mehrere Abschriften der vollständigen Partitur und einzelner Arien aus verschiedenen europäischen Ländern überliefert. Von dieser Oper gibt es mehr Abschriften als von jedem anderen Werk Jommellis. Ein Faksimile-Nachdruck einer im Conservatorio di musica San Pietro a Majella Neapel erhaltenen Abschrift erschien 1983 im Verlag Garland, New York, als Band 91 der Reihe Italian opera, 1640–1770.

## Aufnahmen
- 24. Juli – 2. August 1994 – Christophe Rousset (Dirigent), Les Talens Lyriques.
 Ewa Małas-Godlewska (Armida), Claire Brua (Rinaldo), Véronique Gens (Erminia), Gilles Ragon (Tancredi), Laura Polverelli (Rambaldo), Cécile Perrin (Dano), Patricia Petibon (Ubaldo).
 Studio-Aufnahme.
 Fnac CD: 592326, ambroise AMB 9983 (2 CDs).[8]:7612